# Holzhafen Geestemünde

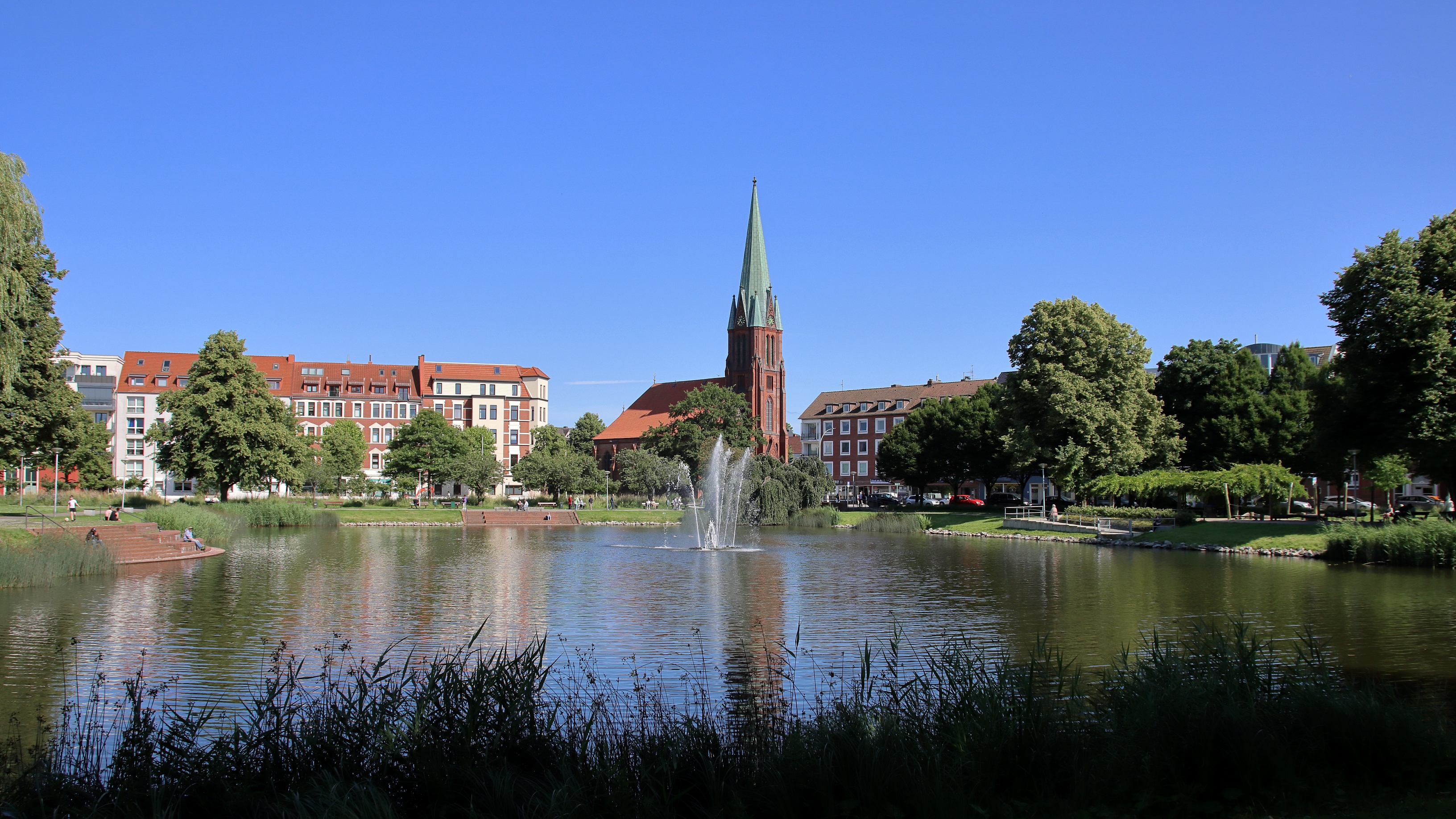
Blick über den 2018 umgestalteten Holzhafen zur Christuskirche.

Der Holzhafen Geestemünde war ein Hafen in Geestemünde, heute Stadtteil von Bremerhaven. Er ist heute ein Zierteich.

## Geschichte
Der Holzhafen, angelegt von 1875 bis 1877 nach Plänen von Theodor Hoebel, hatte eine Größe von 36.000 m² Fläche und eine Tiefe von 1,20 Meter. Über einen Stichkanal war er mit dem Hauptkanal und dem Handelshafen verbunden. Der kleine Hafen diente zum Flößen und zur Zwischenlagerung von Holz. Zur Nordseite führte ein Anschlussgleis, das hinter dem Holzhafenkanal von der Stichbahn nach Bremerhaven abzweigte. Nach dem Zollanschluss von 1888 ließen sich hier verstärkt holzverarbeitende Firmen nieder. 1882 entstand am Holzhafen für den GTV die erste Turnhalle.
Um 1900 entstanden um den Holzhafen u. a. an der Leher Chaussee (heute Rheinstraße) und der Leherstraße (heute Bismarckstraße) vermehrt Wohnhäuser und die Firmen wurden zurückgedrängt. 1934 zerstörte ein Großbrand bei der Holzfirma Chr. Külken weite Teile der Anlagen am Holzhafen. Die Funktion eines Holzhafens wurde nun aufgegeben. 1937 wurde das Hafenbecken um 2/3 seiner Fläche verkleinert und die Verbindung zum Hauptkanal zugeschüttet. 1944 zerstörten Bombenangriffe viele Häuser in diesem Bereich.

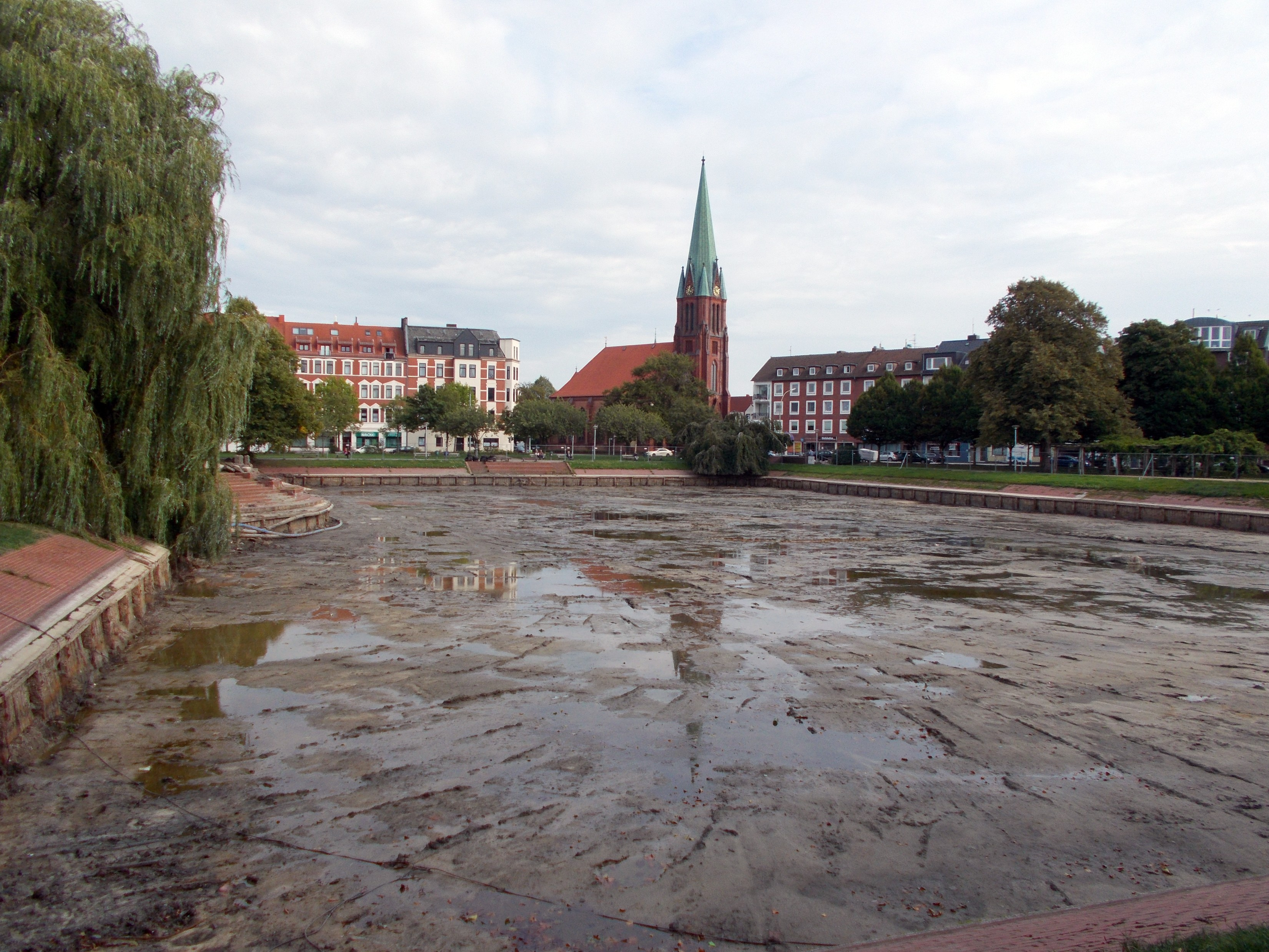
2018: Holzhafen ohne Wasser

Um 1983 wurde er zu einem Zierteich umgewandelt. Heute dient er mit den angrenzenden Grünanlagen und Spielmöglichkeiten der Naherholung. Etwa in der Mitte der Wasserfläche befindet sich eine mehrstrahlige Fontäne.  2018 fanden Sanierungsarbeiten am Holzhafen statt. Das entleerte Becken wurde entschlammt und danach die Uferkante umgestaltet.
Eine Straße im Norden und Westen des Beckens heißt Am Holzhafen. Sie führt von der Rheinstraße zur Bismarckstraße. Auf der 1937/38 zugeschütteten Zufahrt zum Holzhafen wurde 1968 die Großplastik Memento maris von Gerhart Schreiter errichtet. An der Nordseite des Holzhafens steht seit 1969 die Skulptur Mutter und Kind von Fritz Becker als Stiftung von Kurt Ditzen. Für die Schiffsmodellbaugruppe Bremerhaven ist der Holzhafen das Hauptfahrgewässer.